# 高須沙知子
高須 沙知子（たかす さちこ、1977年（昭和52年）5月16日 - ）は、静岡県掛川市出身のフリーアナウンサー。元・NHK静岡放送局契約キャスター。かけがわアーツ登録講師。こどもアナウンス発声協会認定講師。

## 経歴
静岡県立掛川西高等学校を経て武蔵大学卒業後、他の仕事を経て2003年（平成15年）NHK静岡放送局のキャスター採用試験に合格。
当初は昼前の情報番組担当であったが、のちに夕方の情報番組にシフト。静岡の夕方の顔として活躍したほか、東京発の情報番組にも静岡のリポーターとして登場する機会もあり、全国的にも知られることとなった。
2008年（平成20年）に結婚。直後に夫が東京へ転勤となったこともあり、2009年（平成21年）3月で静岡局を退局した。上京後はオールウェーブ・アソシエツに属し、フリーランスとして活動。
2010年（平成22年）3月から担当していた東京マーケット情報のキャスターを、出産準備のため2014年（平成26年）12月30日をもって降板。
2015年（平成27年）3月2日に第一子（長女）を出産した後の2016年（平成28年）4月4日から同番組に復帰したが、2019年（平成31年）3月29日をもって第二子出産準備のため再び同番組を降板した。
叔父は出版プロデューサーの高須基仁。いとこは編集者・格闘技ライターの高須基一朗。

## 過去の担当番組
NHK静岡放送局
- しずおか情報ランチ（入局後 - 不明）
- たっぷり静岡
  - 17時台（2003年10月 - 2005年3月）
  - 18時台気象キャスター（2005年4月 - 2006年3月）
  - アンカー（2008年4月 - 2009年3月）
- 金とく フジヤマTV（2006年4月 - 2009年3月）
- ゆうどきネットワーク（2006年4月 - 2009年3月） - 静岡県リポーター

フリー転向後
- 君の思いを受け止めた!〜青春リアル・スピンオフ〜（NHK-FM 2011年4月 - 2012年3月） - DJ
- 東京マーケット情報（NHK BS1 2010年3月 - 2014年12月30日、2016年4月4日 - 2019年3月29日）- キャスター